# Pau Arenós Usó
Pau Arenós Usó (Vila-real, Plana Baixa, 1966) és un periodista, escriptor i crític de cultura gastronómica valencià.

## Trajectòria
Llicenciat en Ciències de la Informació per la Universitat Autònoma de Barcelona, Pau Arenós és un periodista, escriptor i crític gastronòmic que escriu sobre cultura gastronòmica des de mitjans dels anys 90. Ha estat redactor en cap del Periódico de Catalunya, ha coordinat les revistes Dominical i On Barcelona i ha dirigit sèries de vídeo receptes i 'vídeopodcast'. Escriu a El Periódico de Catalunya, on coordina el web Cata Major, un canal on es dona veu a cuiners, sommeliers i cambrers, però també a productors i proveïdors, els especialistes que dominen una matèria, oferint serveis i idees per menjar a casa o per menjar als restaurants.
Durant la seva trajectòria ha publicat diversos llibres, entre els quals novel·les, volums de contes, reportatges periodístics i diversos llibres relacionats amb la gastronomia, entre els quals destaquen Els genis del foc: Qui són, com creen i què cuinen deu xefs catalans d'avantguarda: 50 receptes d'alta gastronomia, juntament amb Albert Bertran Ciprés, La cocina de los valientes, Los once, ¡Plato!: 32 viajes por el mundo en busca de la comida perfecta y algunas indigestiones y desengaños i Nadar con atunes y otras aventuras gastronomicas que no siempre salen bien. També ha estat jurat de certàmens internacionals i nacionals, i col·laborador habitual en televisions, ràdios, revistes.

## Reconeixements[5][2]
- Premi Nacional de Gastronomia (2005)
- Premi Juan Mari Arzak (2007)
- Premi a l'Excel·lència Gastronòmica de l'Acadèmia Internacional de Gastronomia (2008)
- Premi al professional de l'any de l'Acadèmia Catalana de Gastronomia (2011)
- Premi internacional Pau Albornà (2014)
- Premi especial de l'Acadèmia Catalana de Gastronomia (2018).

## Publicacions[5]
- Las pequeñas alegrías (2024)[6]
- Cocina en casa (2022)[7]
- San Elvis ruega por nosotros (2021)[8]
- Nadar con atunes y otras aventuras gastronómicas que no siempre salen bien (2021)[9]
- Álex y Sandra (2020)
- Fuck news (2019)[10]
- La cocina se los valientes (2019)[11]
- Mi buen asesino (2019)[12]
- París Gourmet (2017)[13]
- ¡Plato!: 32 viajes por el mundo en busca de la comida perfecta y algunas indigestiones y desengaños (2017)[14]
- Una puta muy alta (2016)[15]
- Los Once: Los chefs que abren el camino del futuro (2014)[16]
- Hecho en casa (2013)[17]
- El topo a la luz del día (2003)[18]
- Los momentos decisivos: la aventura de nueve testigos excepcionales del siglo XX (2001)[19]
- Els genis del foc: Qui són, com creen i què cuinen deu xefs catalans d'avantguarda: 50 receptes d'alta gastronomia, juntament amb Albert Bertran Ciprés (1999)[20]
- Barcelona 13, juntament amb Jordi Saladrigas (1997)[21]